# معبد كارداكي

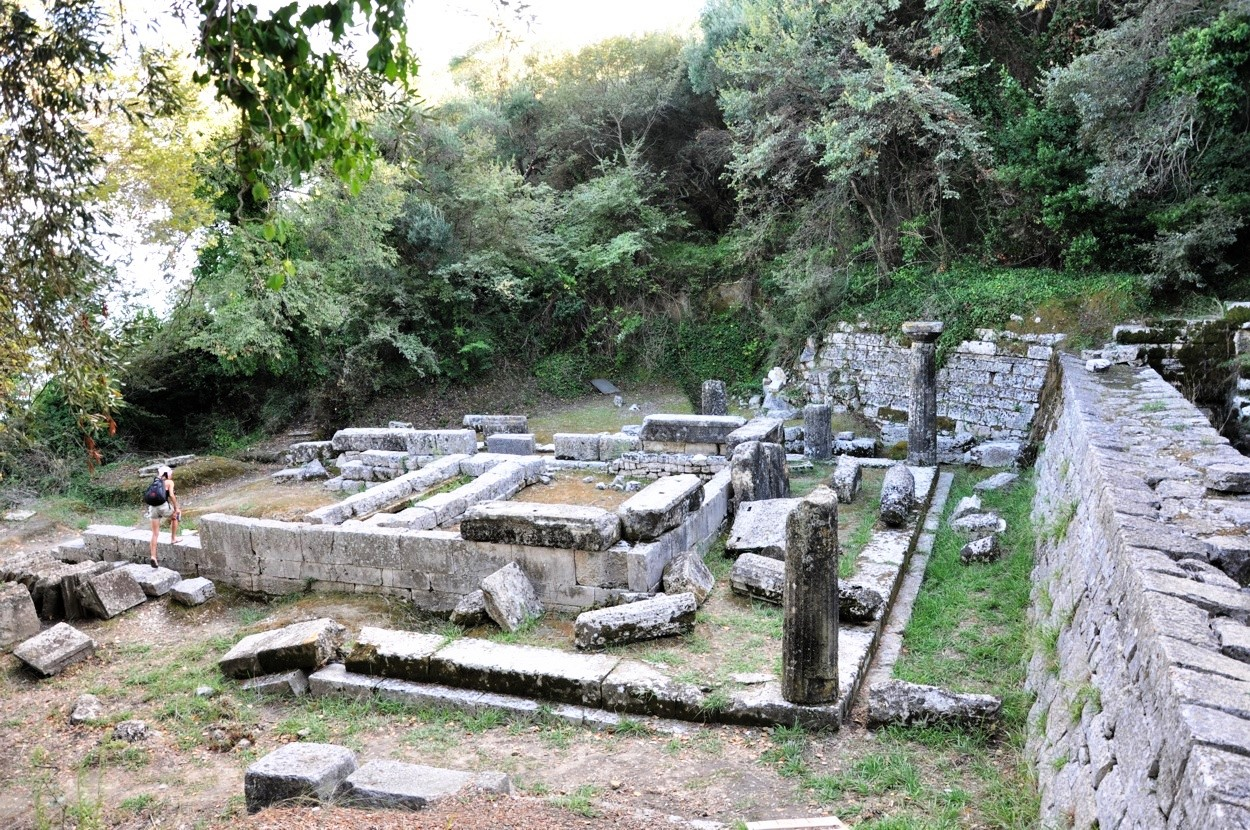

معبد كارداكي هو معبد دوري يوناني قديم في كورفو، اليونان، بُني نحو سنة 500 قبل الميلاد في مدينة كوركيرا القديمة (أو كورسيرا)، فيما يُعرف اليوم باسم موقع كارداكي في تل أناليبسي في كورفو. يتميز المعبد بالعديد من الخصائص المعمارية المتميزة التي تشير إلى أنه من أصل دوري. إن المعبد في كارداكي ليس معبدًا عاديًا؛ إذ لا يحتوي على إفريز، وقد يتبع النزعة المعمارية لمعابد صقلية. يعتبر المعبد اليوناني الوحيد ذو المعمار الدوري الذي لا يحتوي على إفريز. وُصفت المسافات بين أعمدة المعبد بأنها «عريضة بشكل غير مُعتاد». إضافة إلى أن المعبد يفتقر إلى كل من الأديتون والرواق (مدخل مسقوف لمبنى شرفة)، وقد يكون عدم وجود التريكليف والحقل الميتوبي مؤشرًا على التأثير الأيوني. يُعتبر المعبد في كارداكي أحد المعابد الهامة والغامضة إلى حد ما في مجال العمارة اليونانية القديمة المبكرة. ولم يثبت ارتباطه بعبادة أبولو أو بوسيدون.

## الموقع
يقع المعبد على أراضي فيلا مون ريبوس، وهو مقر سابق للعائلة الملكية اليونانية، بُني على موقع بالايوبوليس، الموقع الأصلي لكوركيرا القديمة. يقع المعبد بالقرب من جنوب شرق معبد هيرا (هيريون)، وهو بدوره يبعد حوالي 700 متر إلى الجنوب الشرقي من معبد أرتميس. ويعرف الموقع باسم كارداكي، أو «كاداتشيو» باللغة الإيطالية.

## اكتشافه
اكتُشف المعبد بالصدفة في عام 1822، أثناء الحماية البريطانية على يد مهندسين بريطانيين يقومون بأعمال حفر من أجل تحرير تدفق المياه الطبيعية النابعة من أحد الينابيع في كارداكي. كانت البحرية البريطانية تعتمد على مياه الينابيع في إمداداتها. في ذلك الوقت، كان تدفق المياه مُعرقَلًا بسبب تراكم التربة حول الينبوع. بينما كان المهندسون يزيلون التربة، اكتشفوا عمودًا دوريًا ملقىً على الأرض. ثم نبش المهندسون بقية المعبد، واكتشفوا أيضًا آنية فخارية على شكل رؤوس نساء وساق. ويُعتقد أن هذه القطع الأثرية المصنوعة من الطين النضيج إما قرابين للوفاء بالنذور أو ألعاب متروكة في قبر طفل. بعد اكتشافه، اختفى المعبد عن الرؤية مرة أخرى، بعد أن غطاه انهيار أرضي من تل أناليبسي بالتربة.